# Aškerčeva ulica (Maribor)

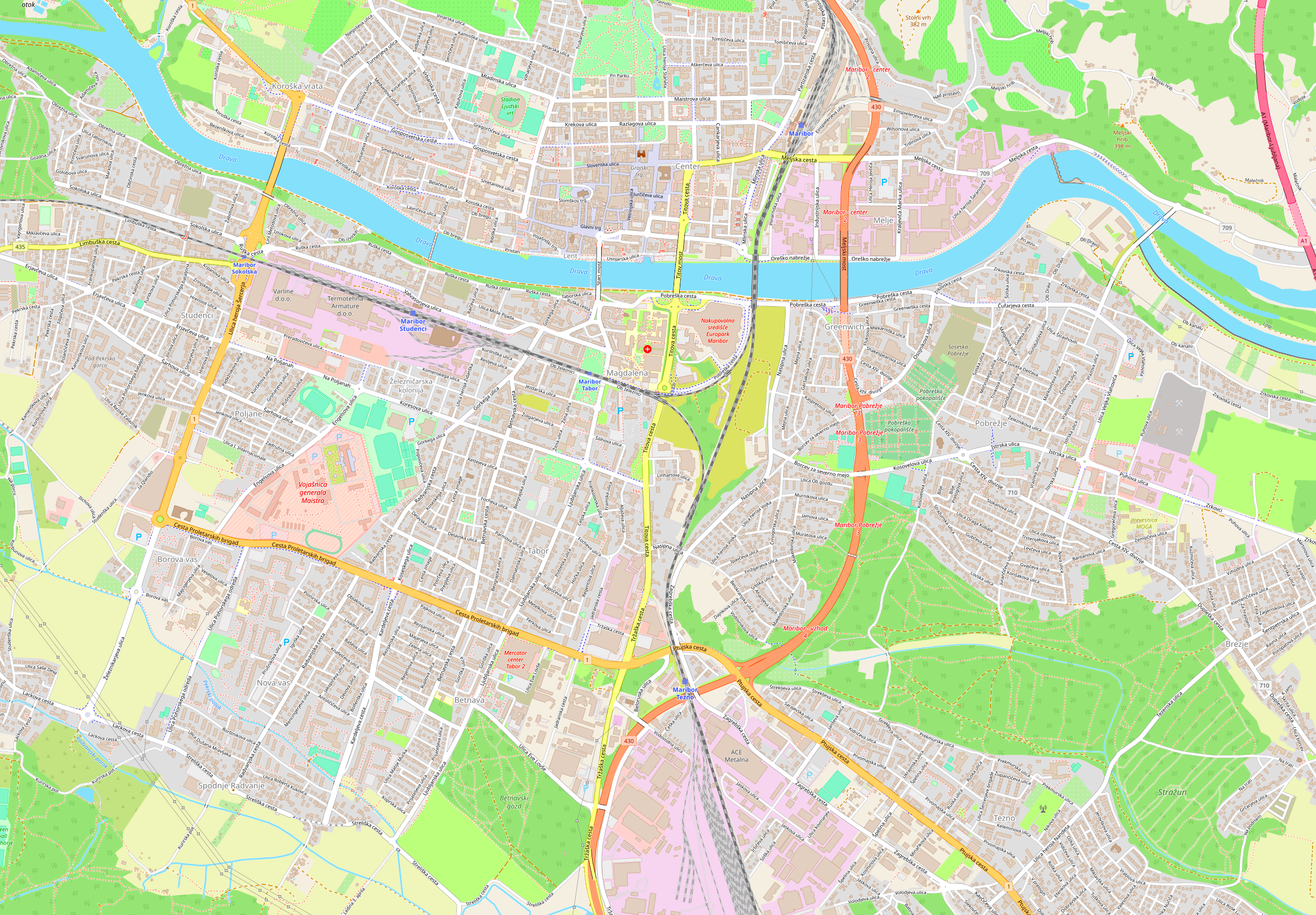

Aškerčeva ulica (Aškerc-Gasse) ist der Name einer Straße im Bezirk Ivan Cankar der Stadtgemeinde Maribor, Slowenien. Sie ist benannt nach dem slowenischen Dichter und katholischen Priester Anton Aškerc.

## Geschichte
Die Straße wurde in der zweiten Hälfte des 19. Jahrhunderts in der damaligen Marburger Grazer Vorstadt als Carneri-Straße neu angelegt. Der Name bezog sich auf den österreichischen Philosophen und Politiker Bartholomäus von Carneri (1821 bis 1909). In den Jahren 1919 und 1945 erhielt die Straße ihren heutigen Namen. In der Zeit der deutschen Besatzung von 1941 bis 1945 wurde sie erneut Carnerigasse genannt.

## Lage
Die Straße beginnt an der Ulica heroja Staneta am Eingang zum Aquarium-Terrarium des Stadtparks. Sie verläuft parallel zu den nördlich bzw. südlich gelegenen Straßen Tomšičeva ulica und Maistrova ulica nach Osten bis zur Kersnikova ulica.

## Abzweigende Straßen
Die Straße berührt folgende Straßen und Orte (von Westen nach Osten): Prešernova ulica und Cankarjeva ulica.